# Canthydrus laetabilis
Canthydrus laetabilis is een kever uit de familie diksprietwaterkevers (Noteridae). De wetenschappelijke naam van de soort werd in 1858 gepubliceerd door Francis Walker.